# Rallus aequatorialis
Espèce
Rallus aequatorialis est une espèce d'oiseaux d'Amérique du Sud appartenant à la famille des Rallidae. Elle était et est encore parfois considérée comme une sous-espèce du Râle de Virginie (R. limicola).

## Répartition
Cette espèce vit dans les Andes en Colombie, en Équateur et au Pérou, jusqu'à 2 400 m d'altitude.